# GQ Lupi b
GQ Lupi b je egzoplanet na procijenjenoj udaljenosti od 400 svjetlosnih godina, u orbiti zvijezde GQ Lupi iz konstelacije Vuk. Smatra se zajedno s egzoplanetom 2M1207b, prvim fotografiranim planetom izvan Sunčevog sustava.